# ハイケ・フリードリヒ

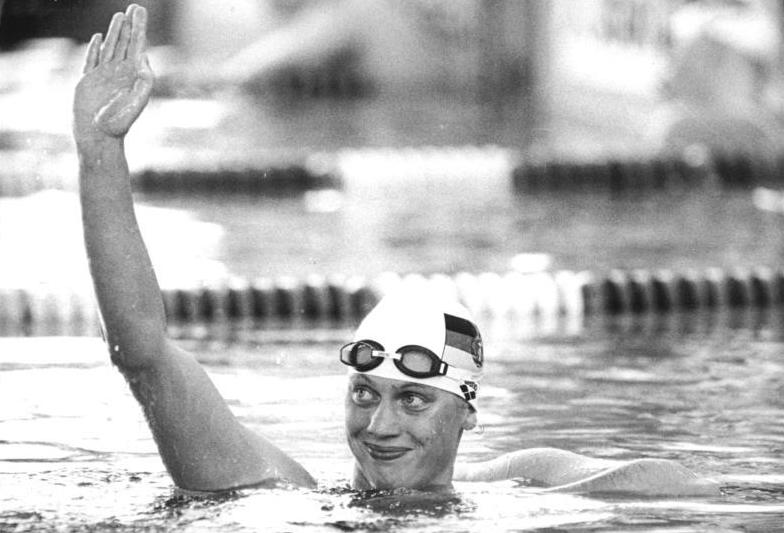
Heike Friedrich (1988).

ハイケ・フリードリヒ（Heike Friedrich、1970年4月18日 - ）は、旧東ドイツの競泳選手。女子200mの元世界記録保持者で、1988年ソウルオリンピックの女子200m金メダリストである。
フリードリヒは1985年のヨーロッパ選手権で5つの金メダル、翌年の世界選手権でも4つの金メダルを獲得した。彼女は国際大会の個人種目では、ソウルオリンピックまで無敗を保っていたが、オリンピックの400m自由形ではアメリカのジャネット・エバンスに敗れ銀メダルに終わっている。しかし、この競技の前に200m自由形では金メダルを獲得している。